# Ночнар папуанський
Ночна́р папуанський (Eurostopodus papuensis) — вид дрімлюгоподібних птахів родини дрімлюгових (Caprimulgidae). Мешкає на Новій Гвінеї.

## Поширення і екологія
Папуанські ночнарі мешкають на Нової Гвінеї та на острові Салаваті. Вони живуть у вологих рівнинних тропічних лісах і мангрових лісах. Зустрічаються на висоті до 400 м над рівнем моря. Живляться комахами, яких ловлять в польоті.